# Нелідова Лідія Річардівна
Лідія Річардівна Нелідова, до шлюбу Барто (1863–1929) — російська артистка балету і педагогиня, солістка московської трупи Імператорських театрів; авторка статей з теорії танцю.

## Біографія
Народилася у 1863 році в родині англійського комерсанта Річарда (Якова) Барто і Лідії Петрівни Севрюгіної. Одним із її братів був Микола — батько Павла і Ростислава Барто.
У 1884 році, після закінчення Московського театрального училища, прийнята в балетну трупу Большого театру. Починаючи з 1885 року була ведучою танцюристкою трупи. У 1887 році Нелідова вперше виступила у Маріїнському театрі, в 1890—1891 роках проживала та виступала в Англії, в 1896—1897 роках працювала у петербурзькій трупі.
У 1908 році відкрила в Москві власну балетну школу, яка функціонувала до початку 1920-х років.
Лідія Нелідова проживала в Москві на Страсному бульварі, буд. 6. Померла у 1929 році в Москві.

### Особисте життя
Була одружена з князем Костянтином Дмитровичем Лупандіним. У подружжя було двоє дітей — Дмитро та Лідія Лупандіни; дочка також стала балериною.

## Репертуар
- Нізія, «Цар Кандавл»
- Аспіччія, «Дочка фараона»
- Ліза, «Марна пересторога»
- Лілія, «Сатанілла»
- Весна, «Пакеретта»
- Повелителька наяд, «Наяда і рибалка»

- Гюльнара, «Корсар»

## Твори
Лідія Нелідова є автором декількох теоретичних статей про балет:
- Листи про балет. Лист перший — Ідеали хореографії і справжні шляхи балету, М., 1894
- Мистецтво рухів і балетна гімнастика. Коротка теорія, історія і механіка хореографії. М., 1908.